# Chlorid železnatý
Chlorid železnatý (chemický vzorec FeCl2) je chemická sloučenina železa a chloru. V bezvodém stavu se jedná o pevnou našedlou látku. Z vodných roztoků krystalizuje jako tetrahydrát v podobě zeleně zbarvených krystalů. Existuje i dihydrát, avšak tetrahydrát je nejčastější v laboratoři užívanou formou chloridu železnatého.

## Příprava

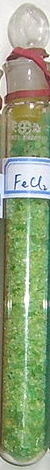
Chlorid železnatý

Laboratorně ho lze připravit reakcí železa s kyselinou chlorovodíkovou v inertní atmosféře. Je možné jej také připravit redukcí zahřátého chloridu železitého vodíkem. Alternativní metodou přípravy FeCl2 je redukce chloridu železitého chlorbenzenem:
2 FeCl3 + C6H5Cl → 2 FeCl2 + C6H4Cl2 + HCl
Průmyslově se získává zpracováním odpadů, jež vznikají při výrobě oceli působením chlorovodíku.

## Reaktivita
Chlorid železnatý je poměrně reaktivní, čemuž nasvědčuje i fakt, že se poměrně snadno oxiduje již stáním na vzduchu na červenohnědý chlorid železitý. Je schopný reagovat s velkým počtem ligandů za tvorby komplexních sloučenin. Reaguje s chloridy alkalických kovů za vzniku tetrachlorželeznatanů: M2[FeCl4].FeCl2

## Využití
Přestože je chlorid železnatý relativně dostupnou sloučeninou, je jeho využití poměrně omezené. Způsobeno je to hlavně jeho nestálostí na vzduchu. Z toho důvodu se častěji využívá síran železnatý, který je na vzduchu stabilnější. Nejčastěji se chlorid železnatý využívá v laboratoři při přípravě komplexních sloučenin železa. Dále je využíván v organické syntéze jako redukční činidlo. Průmyslově se jej využívá při čištění odpadních vod, kde se využívá zejména při odstraňování toxických chromanů.